# Viêng Lán
Viêng Lán est une commune rurale, située dans le district de Yên Châu (province de Sơn La, Viêt Nam).

## Géographie
Viêng Lán a une superficie de 26,97 km².

## Politique
Le code administratif de la commune est 04075.

## Démographie
En 1999, la commune comptait 2 012 habitants.

## Sources
- (vi) Cet article est partiellement ou en totalité issu de l’article de Wikipédia en vietnamien intitulé « Viêng Lán » (voir la liste des auteurs).